# Río Sarre
El río Sarre (en alemán: Saar y Saravus en la antigüedad) es un río europeo que atraviesa las regiones francesas de Alsacia y Lorena y el estado alemán de Sarre.
Su curso se inicia en Francia y culmina en Alemania. Desemboca en el río Mosela en Konz cerca de Tréveris y tiene una longitud de 246 km (129,3 en Francia y 116,7 en Alemania).
Entre otras pasa por las ciudades de Saarbrücken y Saarlouis.